# Gaspar de Carvajal
Fray Gaspar de Carvajal (geb. um 1500 in Trujillo, Extremadura; gest. 1584 in Lima) war ein spanischer Dominikanermissionar in der Neuen Welt, der für seine Chronik über die Erforschung des Amazonasbeckens berühmt ist. Der Amazonasreisende lebte ab 1533 als Missionar in Peru.
Seine Schrift blieb mehr als 300 Jahre lang unveröffentlicht, bis sie 1851 von der Real Academia de la Historia (Königliche Akademie für Geschichte) in Madrid in der Historia general y natural de las India (Allgemeine und Naturgeschichte Indiens) von Gonzalo Fernández de Oviedo in einer Ausgabe veröffentlicht wurde, die von einigen als „apócrifa, alterada y deficiente“ („apokryph, verändert und mangelhaft“) angesehen wird, vierzig Jahre später fand der chilenische Historiker José Toribio Medina (1852–1930) ein Exemplar, das er edierte und im Februar 1895 in Sevilla veröffentlichte.
In der Biblioteca americana (Cronistas de Indias) hat sein Werk den Titel Relación del nuevo descubrimiento del famoso Río Grande de las Amazonas (Bericht über die Neuentdeckung des berühmten Rio Grande des Amazonas).
Carvajal erzählt darin auch von der angeblichen Begegnung mit den legendären Amazonen.